# Simone Boye Sørensen
Simone Boye Sørensen, né le 3 mars 1992, est un footballeuse professionnelle danoise qui joue pour le Hammarby IF et l'équipe nationale du Danemark.

## Biographie

### Carrière en club
Élevée à Regstrup, près de Holbæk, Simone Boye Sørensen commence à jouer au football avec le Jernløse IF. Elle a une faiblesse dans ses tympans qui les fait se perforer facilement.
En 2012, la joueuse fréquente l'Université du Texas à San Antonio, où elle joue au football universitaire pour les Roadrunners de l'UTSA. Elle retourne ensuite dans son club danois de BSF après la saison américaine.
Simone Boye Sørensen signe pour le Brøndby IF en 2013, club avec lequel elle joue en Elitedivisionen et en Champions League. Elle est élue joueuse de football danoise de l'année 2014. Elle est ensuite nommée capitaine de Brøndby. En juin 2017, elle signe pour le FC Rosengård en Damallsvenskan.
Le 22 juillet 2021, Simone Boye Sørensen rejoint l'équipe anglaise d'Arsenal.
Le 14 juillet 2022, la joueuse signe un contrat de trois ans et demi avec le Hammarby IF.

### Carrière internationale
Simone Boye Sørensen fait ses débuts dans l'équipe nationale féminine du Danemark en décembre 2011 lors d'une victoire 4-0 contre le Chili au tournoi international de São Paulo. Elle entre en jeu en remplaçant Mariann Gajhede Knudsen à la 83e minute.
Une blessure subie lors de l'Algarve Cup 2013 empêche la joueuse de prétendre à une place dans l'équipe du Danemark pour l'Euro féminin de 2013. En novembre 2014, il est rapporté que le sélectionneur national Nils Nielsen construit son équipe autour de Simone Boye Sørensen, qui a montré certaines des mêmes qualités défensives que le capitaine masculin du Danemark Daniel Agger.
En 2017, la joueuse est sélectionnée dans l'équipe danoise de l'Euro 2017.

## Statistiques

### Buts en sélection
| N° | Date              | Lieu                | Adversaire       | Score | Résultat | Compétition                               |
| -- | ----------------- | ------------------- | ---------------- | ----- | -------- | ----------------------------------------- |
| 1  | 10 mars 2014      | Albufeira, Portugal | États-Unis       | 3–0   | 5–3      | Algarve Cup 2014                          |
| 2  | 13 septembre 2014 | Vejle, Danemark     | Malte            | 5–0   | 8–0      | Qualification pour la Coupe du monde 2015 |
| 3  | 15 janvier 2015   | Belek, Turquie      | Nouvelle-Zélande | 1–0   | 2–3      | Match amical                              |
| 4  | 28 novembre 2016  | Belgique            | Belgique         | 1–0   | 3–1      | Match amical                              |
| 5  | 12 juin 2018      | Viborg, Danemark    | Hongrie          | 3–1   | 5–1      | Qualification pour la Coupe du monde 2019 |

## Palmarès
- Brøndby IF:
  - Elitedivisionen: 2014-2015 et 2016-2017
  - Coupe du Danemark féminine de football: 2013-2014, 2014-2015 et 2016-2017
- FC Rosengård:
  - Coupe de Suède féminine de football: 2017 et 2018